# Fiji
Fiji (svenskt uttal /fidji/, tidigare även stavat Fidji; fijianska: Viti; fijiansk hindi: फ़िजी), officiellt Republiken Fiji (fijianska: Matanitu ko Viti; fijiansk hindi: फ़िजी गणराज्य Fijī Gaṇarājya), är en östat i Melanesien i södra Stilla havet omkring 2 000 km nordost om Nya Zeelands nordö. Dess närmsta grannar är Vanuatu i väst, Frankrikes Nya Kaledonien i sydväst, Nya Zeelands Kermadec i sydost, Tonga i öst, Samoa och Frankrikes Wallis- och Futunaöarna till nordost och Tuvalu i norr.
Majoriteten av Fijis öar har bildats genom vulkanisk aktivitet som startade för omkring 150 miljoner år sedan. Idag förekommer fortfarande viss geotermisk aktivitet på öarna Vanua Levu och Taveuni. Fiji har varit bebott sedan 1000-talet f.Kr. Landet består av en arkipelag på mer än 332 öar, varav 110 är permanent bebodda, och mer än 500 holmar vilket ger en total yta på cirka 18 300 km². De två största öarna, Viti Levu och Vanua Levu, svarar för 87 % av befolkningen på cirka 910 000 (2016). På den förstnämnda finns Suva, huvudstad och största stad. De flesta av fijianerna lever på Viti Levus kuster, antingen i Suva eller i mindre tätorter. Viti Levus inre är glest befolkat på grund av dess terräng.
Under 1600- och 1700-talet besöktes Fiji av holländare och britter. Fiji var en brittisk koloni fram till 1970 efter att ha varit ockuperat i nästan ett sekel. På grund av överflödet av skog, mineraler och fisk är Fiji en av de mest utvecklade ekonomierna i Stilla havet. Idag är de viktigaste källorna till utländsk valuta dess turistnäring och sockerexport. Landets valuta är Fijidollar.
Fiji har ett kommunalt system där stads- och kommunfullmäktige lyder under ministeriet för lokal förvaltning och stadsplanering. Ratu Epeli Nailatikau blev Fijis president efter att den högsta domstolen slagit fast att det militära ledarskapet utsågs olagligt efter en statskupp 2006. Under andra världskriget tillät Storbritannien tusentals fijianer att frivilligt stödja allierade insatser via Nya Zeelands och Australiens arméenheter. Republic of Fiji Military Forces (RFMF), består av mark- och sjöstridskrafter.

## Historia
Ögruppen var befolkad av de melanesiska fijierna när den besöktes 1643 av nederländaren Abel Tasman. Den besöktes av James Cook 1774. Under 1800-talet rasade stamkrig på öarna, som 1874 blev brittisk koloni.
Efter nästan hundra år som brittisk koloni blev Fiji självständigt 1970. Den politiska makten låg hos fijierna och den ekonomiska i huvudsak hos indierna. Den etniska konflikten mellan fijier och indier skärptes 1987 efter de indiskdominerade partiernas valseger. Demokratin stördes av två militärkupper 1987. Militären grep makten eftersom den ansåg att regeringen var alltför dominerad av den indiska befolkningen. En ny konstitution 1990 gav mer inflytande åt infödda melanesier. Det ledde till att många ur den indiska befolkningen emigrerade. Denna minskning av landets folkmängd orsakade ekonomiska svårigheter, men enligt 1997 års författning kom de olika folkgrupperna att behandlas mer jämställt. 1999 hölls för första gången allmänna val där alla etniska grupper hade rösträtt. Detta resulterade i en regering som leddes av en Fiji-indier. Denna regering avsattes dock genom en statskupp i maj 2000. Nya val kunde hållas i augusti 2001; dessa gav Fiji ännu en demokratiskt vald regering under ledning av premiärminister Laisenia Qarase.
Den 5 december 2006 resulterade konflikten mellan Fijis regering och militär i att militären genom en oblodig statskupp tog över makten över öriket. Statskuppen inleddes den 3 december. Dagen därpå ockuperade militären polishögkvarteren i Suva. Statskuppen innebar att överbefälhavaren Frank Bainimarama tog över rollen som statsöverhuvud. Militärkuppen var den fjärde under en tjugoårsperiod. De tre tidigare kupperna ingick i maktkampen mellan landets två största etniska grupper, fijianer och indier, medan den senare kuppen orsakades av oenigheter inom den fijianska gruppen. Det ställdes bland annat krav från kuppmakarna att militärer ansvariga för kuppen 2000 ställdes inför rätta och att en polisutredning gentemot Bainimarama skulle läggas ned.
Efter att appellationsdomstolen förklarat den sittande regeringen Bainimarama olaglig lät president Josefa Iloilo den 10 april 2009 upphäva konstitutionen och upplösa domstolen. I september 2013 introducerades en ny konstitution och parlamentsval hölls den 17 september 2014.
Trots sin ringa storlek har Fiji en ganska stor armé som har deltagit i flera av FN:s fredsbevarande operationer.

## Geografi

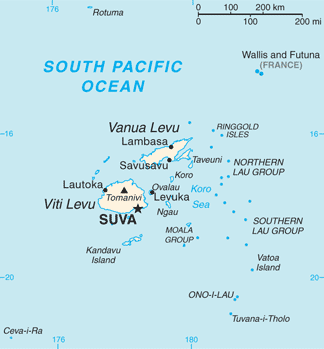
Karta över Fiji.

Fiji består av ungefär 332 öar, varav 110 är bebodda, och 522 mindre holmar.

### Topografi och hydrografi
Öarna är bergiga, med toppar upp till 1 300 meter över havet, och är täckta med tropiska skogar. De två viktigaste öarna är Viti Levu och Vanua Levu. Andra öar och ögrupper inkluderar Taveuni och Kadavu, Mamanucagruppen utanför Nadi och Yasawagruppen, som är en populär turistattraktion, Lomaivitigruppen utanför Suva, och de fjärran Lauöarna. Rotuma, som ligger omkring 500 kilometer norr om Fiji, åtnjuter speciell administrativ status.

### Klimat
På Fiji råder ett tropiskt, hett och regnrikt havsklimat, där temperaturen har liten variation under året. Cyklonsäsongen varar från november till april.

### Växt- och djurliv
Öarna omges av korallrev och täcks delvis av regnskog. 

### Miljöproblem
Fijis största miljöproblem är skogsavverkning som leder till jorderosion.

## Styre och politik

### Författning och styre
Fiji är en parlamentarisk republik med en president som statschef och en premiärminister som regeringschef. Presidenten väljs på ett 5-årigt mandat av Fijis parlament och presidenten utser premiärministern. Premiärministern utser i sin tur sin regering utifrån parlamentsledamöterna.
Fijis parlament är en enkammarförsamling med 50 ledamöter, och dessa väljs i proportionella val. Landets dömande makt är självständig från de exekutiva och legislativa instanserna.

### Administrativ indelning
Fiji är indelat i fyra enheter (divisions): Centrala divisionen, Östra divisionen, Norra divisionen och Västra divisionen; och en besittning (dependency): Rotuma. Dessa delas vidare in i provinser. Av statistiska skäl räknas Rotuma ibland in i den östra divisionen. Landet har två städer, Suva och Lautoka, och i dessa tillsammans med landets tio orter har lokala myndigheter i form av stadsråd införts.

## Ekonomi och infrastruktur
Fijis naturtillgångar gör landet till en av Stilla havets mest utvecklade ekonomier. Det största inflödet av utländsk valuta kommer från export av socker och en växande turistindustri. År 2015 besökte 755 000 turister landet. En tredjedel av landets industri är någon form av sockerbearbetning. De ekonomiska problem som finns är bland annat att investeringarna är för låga och att det på vissa ställen råder osäkerhet kring markägandet. Fiji är en viktig knutpunkt för internationell sjöfart och flyg.

### Näringsliv

#### Energi och råvaror
2012 framställdes 48,3 % av landets elektricitet av vattenkraft, 46,3 % av fossila bränslen och 5,4 % av förnybara energikällor.
De primära naturtillgångarna på Fiji är timmer, fisk, guld, koppar, vattenkraft samt outnyttjade oljereserver i havsbottnen.

### Infrastruktur

#### Transporter
Nadi International Airport ligger ungefär 192 km från huvudstaden Suva. Nausori International Airport ligger dock 18,6 km från Suva.
Det finns 28 flygplatser på Fiji, varav 4 som är asfalterade. På ön finns även 3 440 kilometer vägar, varav 1 686 km asfalterade vägar. Öns 597 kilometer järnvägar ägs av det statliga Fiji Sugar Corporation och används för att transportera sockerrör. De viktigaste hamnarna är Lautoka, Levuka och Suva. Landets handelsflotta bestod 2010 av 11 fartyg, varav 4 var passagerarfartyg.
Taxibilarna är licensierade av LTA (Land Transport Authority) och finns i alla delar av landet.

## Befolkning

### Demografi

#### Större städer
Viti Levu innehåller huvudstaden Suva, och där bor nära tre fjärdedelar av befolkningen. Andra viktiga städer inkluderar Nadi, där den internationella flygplatsen ligger, och Lautoka. De huvudsakliga städerna på Vanua Levu är Labasa och Savusavu. 

#### Minoriteter
Enligt folkräkningen från 2007 består Fijis befolkning huvudsakligen av melanesier (57 procent) och indier (cirka 38 procent), tillsammans med en mindre andel kineser, européer och personer från andra Stillahavsöar, såsom Tonga och Salomonöarna. 
De melanesiska fijianerna, som utgör landets ursprungsbefolkning, försörjer sig främst genom jordbruk där ris, majs och kassava är viktiga grödor. De lever i hierarkiskt organiserade bysamhällen under ledning av hövdingar, vilket liknar polynesiska samhällsstrukturer mer än andra melanesiska kulturer där social hierarki ofta är mindre framträdande. Även om de flesta idag är kristna, har deras världsbild fortfarande starka polynesiska inslag, med betoning på social och religiös hierarki samt koncept som mana och tabu. Kavadrickande spelar en viktig roll både socialt och rituellt.
Den indiska delen av befolkningen härstammar från bihariska migranter som brittiska kolonialmakten hämtade som arbetskraft mellan 1879 och 1920-talet. Majoriteten av indierna är hinduer, medan en mindre andel är muslimer. Sedan 1970-talet har relationerna mellan melanesier och indier blivit mer spända, särskilt eftersom indierna står för 90 procent av sockerrörsproduktionen, trots att marken ägs av melanesier.

#### Migration
År 2016 uppgick nettomigrationen till -6,6 migranter per 1 000 invånare.

### Språk
Det dominerande språket i Fiji är fijianska, men betydande delar av befolkningen talar indiska språk, särskilt en lokal variant av hindi. Sedan 1997 har fijianska, engelska och fijiansk hindi officiell status i landet.

### Religion
Den största delen av den inhemska befolkningen är kristna, med Metodistkyrkan som den främsta trosinriktningen. Bland den indiska befolkningen är de flesta hinduer, medan en mindre andel är muslimer. Den traditionella fijianska religionen är idag nästan helt försvunnen, och de tidigare religiösa ceremonierna genomförs numera främst som kulturella evenemang eller turistattraktioner.

### Hälsa
År 2014 led 35,9 procent av den vuxna befolkningen av fetma. Samma år var 0,13 procent av den vuxna befolkningen smittade med hiv/aids, totalt 700 personer. Färre än 100 dödsfall inträffade personer år på grund av hiv/aids. År 2016 uppgick spädbarnsdödligheten till 9,7 dödsfall per 1 000 levande födslar. För pojkar var spädbarnsdödligheten högre, med 10,7 dödsfall per 1 000 levande födslar, medan den för flickor låg på 8,7 dödsfall per 1 000 levande födslar. Mödradödligheten år 2015 var 30 dödsfall per 100 000 födslar.

### Övriga befolkningsdata
Den senaste folkräkningen hölls den 16 november 2007 och då uppgick den faktiskt befintliga befolkningen på Fiji (de facto) till 837 271 invånare, varav 427 176 män och 410 095 kvinnor. Den folkbokförda (de jure) befolkningen i folkräkningen uppgick till 835 230 invånare. Folkräkningar hade tidigare hållits 1996, 1986, 1976, 1966 och 1956. Invånartalet på Fiji uppskattades i juli 2016 av The World Factbook till 915 303 invånare, av Förenta nationerna (befolkning den 1 juli 2016) till 898 000, av Internationella valutafonden till 900 000 invånare (för år 2017) samt av Världsbanken (juli 2016) till 898 760 invånare. Sekretariatet för Pacific Community uppskattade befolkningen på Fiji den 1 juli 2016 till 880 400, varav 447 700 män och 432 700 kvinnor.

## Kultur

### Traditioner

#### Matkultur
Det fijianska köket kombinerar traditionella söderhavsrätter med indiska influenser. Historiskt sett bestod kosten av rotfrukter, grönsaker, frukter samt kött och fisk, ofta tillagat i jordugnar eller vedeldade stenugnar. Basvaror som maniok, ris, kokosmjölk, fisk och skaldjur vanliga, med kryddor som chili och citronsaft. Kokoda, en rätt med rå fisk marinerad i citrusjuice och kokosmjölk, är populär.
Lokala drycker inkluderar öl, vin och den traditionella kava, som har stor kulturell betydelse.

### Sport
Rugby är en av de populäraste idrottsgrenarna på Fiji. Det är landets inofficiella nationalsport. På Fiji ligger en av världens mest kända surfspots, Cloudbreak.

## Internationella rankningar
| Organisation                                | Undersökning                   | Rankning  |
| ------------------------------------------- | ------------------------------ | --------- |
| Heritage Foundation/The Wall Street Journal | Index of Economic Freedom 2019 | 81 av 180 |
| Reportrar utan gränser                      | Pressfrihetsindex 2019         | 52 av 180 |
| Transparency International                  | Korruptionsindex 2018          | N/A       |
| FN:s utvecklingsprogram                     | Human Development Index 2018   | 98 av 189 |